# HD55585
HD55585 — хімічно пекулярна зоря спектрального класу
B9 й має видиму зоряну величину в смузі V приблизно  9,8.

## Пекулярний хімічний вміст
Зоряна атмосфера HD55585 має підвищений вміст 
Si
.